# Pôle d'équilibre territorial et rural du Couserans
Le pôle d’équilibre territorial et rural du Couserans, anciennement dénommé pays du Couserans, est un ancien pôle d'équilibre territorial et rural situé dans le département de l'Ariège.
Il a disparu en 2017 à la création de la communauté de communes Couserans-Pyrénées.

## Localisation
Situé dans les Pyrénées (zone rose foncé au centre dans la carte ci-contre).

## Description
- Date de reconnaissance : 5 avril 2002
- Surface : 1 639 km²
- Population : 27 980 habitants
- Villes principales : Saint-Girons, Saint-Lizier, La Bastide-de-Sérou, Prat-Bonrepaux, Massat, Sainte-Croix-Volvestre, Seix, Castillon-en-Couserans

## Communes membres
Le nombre d’établissements publics de coopération intercommunale (EPCI) à fiscalité propre était de 8 pour un total de 95 communes :
- la communauté de communes du Bas-Couserans ;
- la communauté de communes du Castillonnais ;
- la communauté de communes du canton de Massat ;
- la communauté de communes du canton d'Oust ;
- la communauté de communes du Seronnais 117 ;
- la communauté de communes de Val-Couserans ;
- la communauté de communes du Volvestre ariégeois ;
- la communauté de communes de Saint-Girons.

Et 4 communes isolées (Aigues-Juntes, Lacourt, Montardit et Montesquieu-Avantès).

## Évolutions
Le PETR a été intégré dans la Communauté de communes Couserans-Pyrénées.